# شهپرماهی
شهپرماهی (نام علمی: Ptilichthys goodei) نام یک گونه از راسته سوف‌ماهی‌سانان است.